# 賈鈞
贾钧（13世纪—1312年），元朝大臣，表字元播。真定路获鹿县（今河北鹿泉）人。江西行省参知政事贾居贞之子。
元世祖至元年间，从榷茶提举转任监察御史、佥淮东廉访使司。元成宗大德三年（1299年），担任江南行台都事，后来入朝为刑部郎中。至大二年（1309年），由参议中书省事升任参知政事。元仁宗即位，议论罢免尚书省。皇庆元年（1312年），因病告归，在家中去世。

## 延伸阅读
[在维基数据编辑]
 《新元史/卷167》，出自柯劭忞《新元史》